# Валенсийский собор
Валенсийский кафедральный собор Успения Пресвятой Богородицы (исп. Iglesia Catedral-Basílica Metropolitana de la Asunción de Nuestra Señora de Valencia) — один из старейших храмов Испании. Построен в XIII—XV веках.
Расположен в городе Валенсия, центре одноимённой провинции. Является резиденцией архиепископства Валенсии и посвящен Успению Богородицы. В соборе хранится богатейшая коллекция картин эпохи кватроченто, собранных при Папе Римском — Александре VI (Родриго Борджиа), бывшим ранее валенсийским кардиналом.
В зале капитала собора демонстрируется экземпляр Святого Грааля, якобы признанный в качестве подлинного самим Ватиканом.

## История
Место, на котором построен собор, считался место поклонения ещё со времён Римской империи, так как здесь стоял античный храм. Остатки его колонн сегодня хранятся в музее Альмоина, поблизости от собора. Во времена вестготов здесь возвели первый Валенсийский собор. После завоевания Пиренеев арабами здание переделали в мечеть, а с XIII века храм снова стал христианским.
Строительство нынешнего здания собора происходило в XIII—XV веках. Освящение храма состоялось в 1238 году.
В 1931 году собор объявлен историко-художественным памятником. Во время Гражданской войны в Испании он был сожжён, поэтому часть его художественных элементов были потеряны. Хоры, расположенные в центральной части, были демонтирован в 1940 году и перемещены в нижнюю часть главного алтаря.

## Архитектура

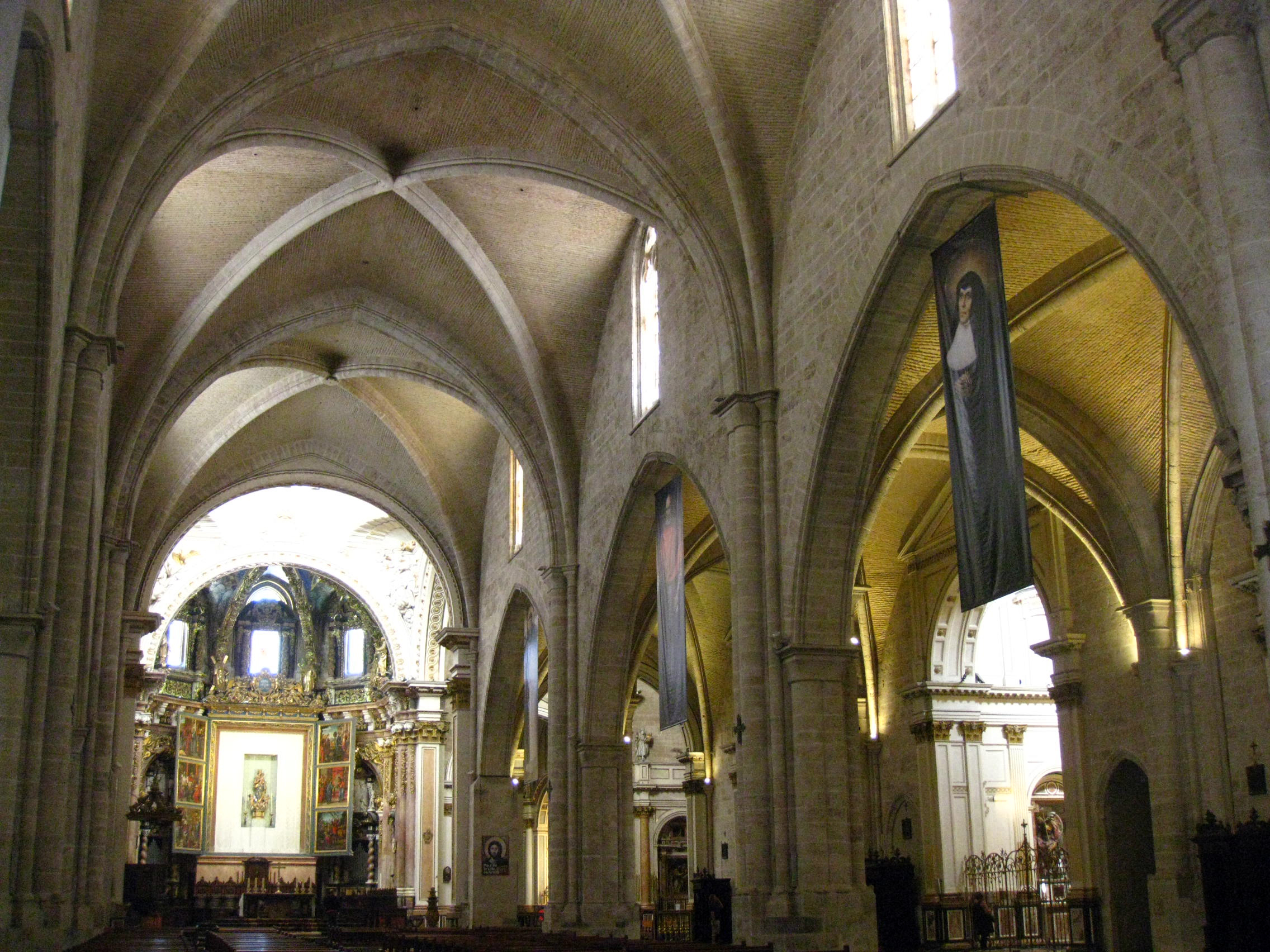
Интерьер собора

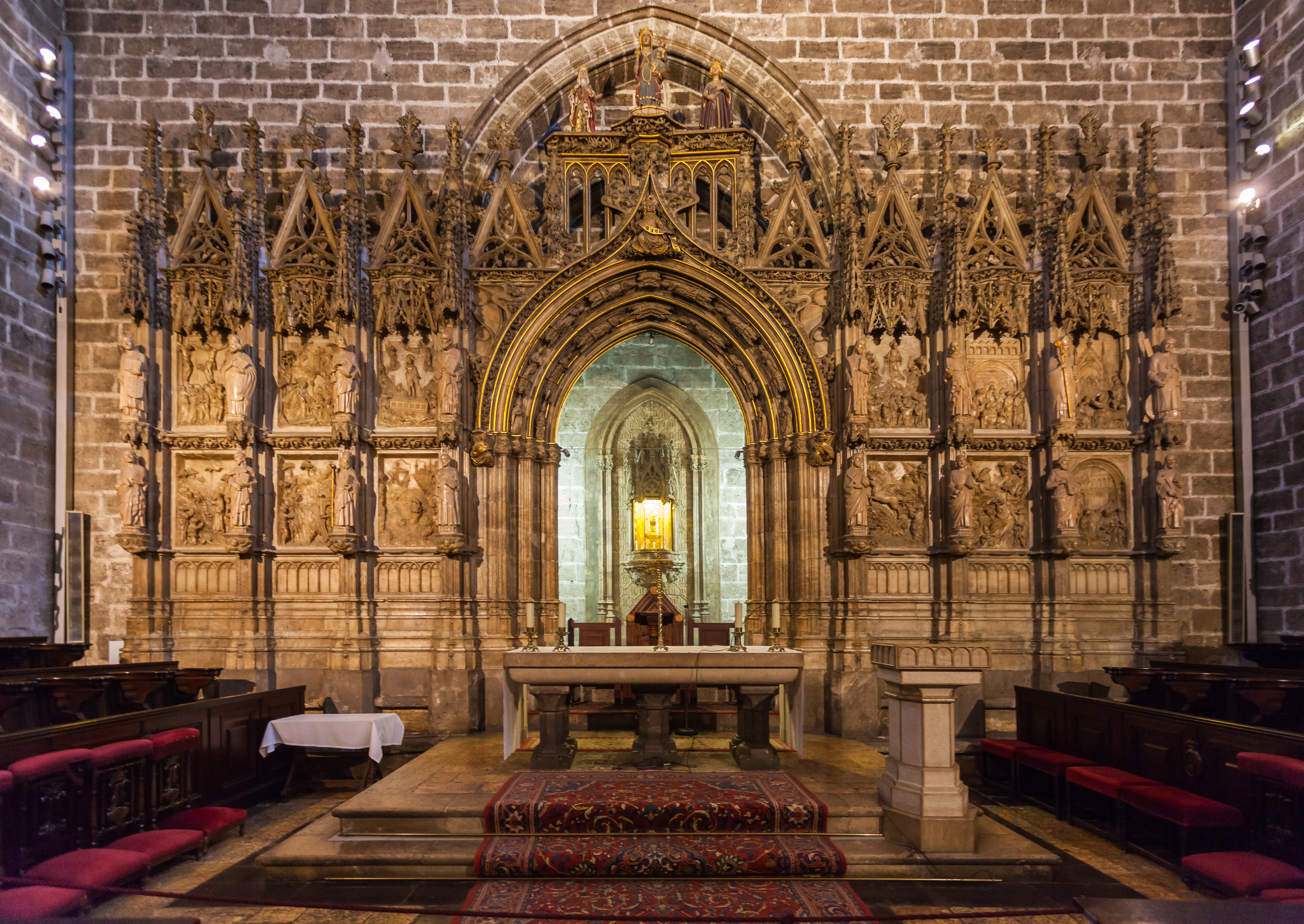
Алтарь

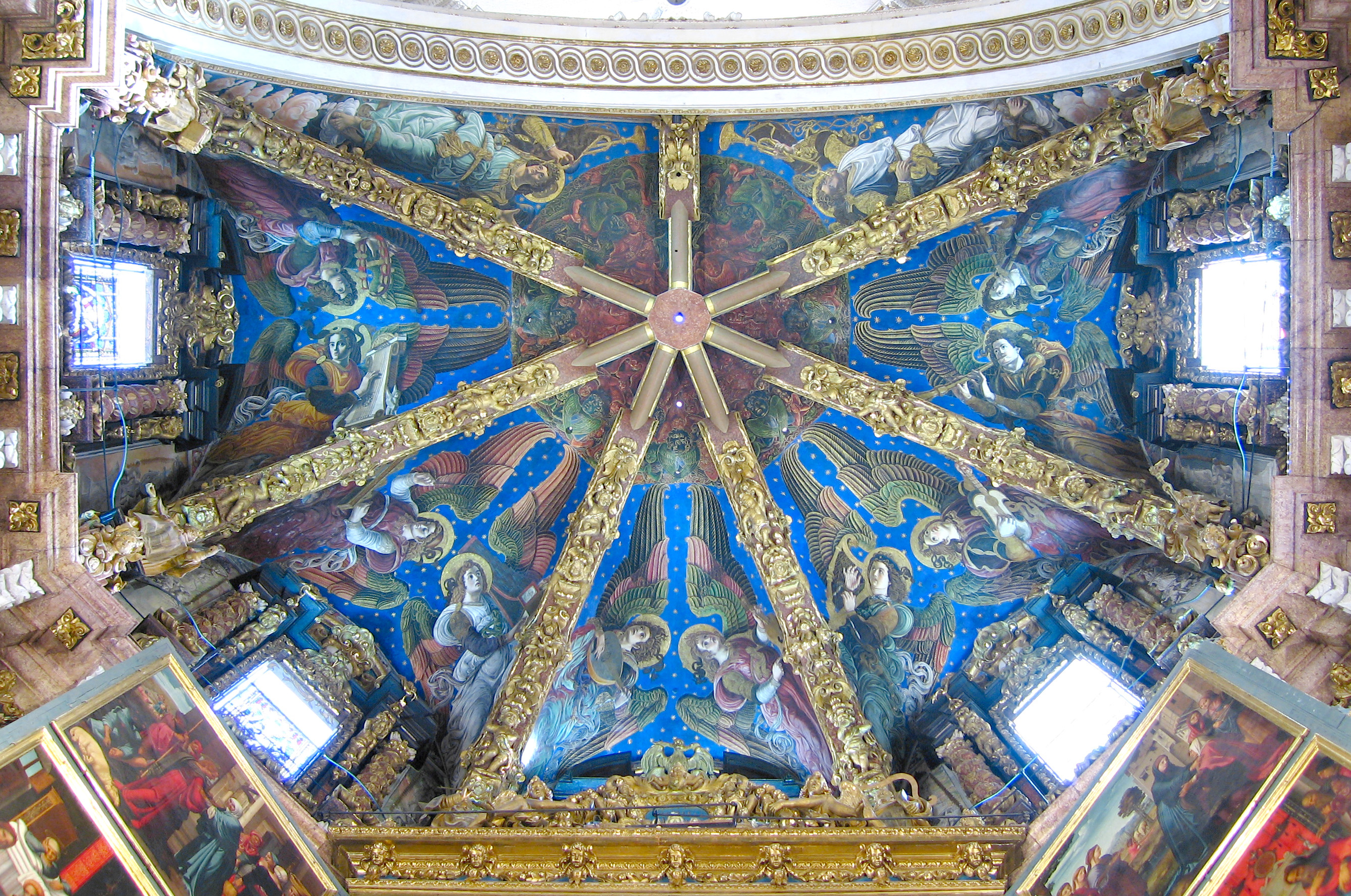
Внутренняя часть купола

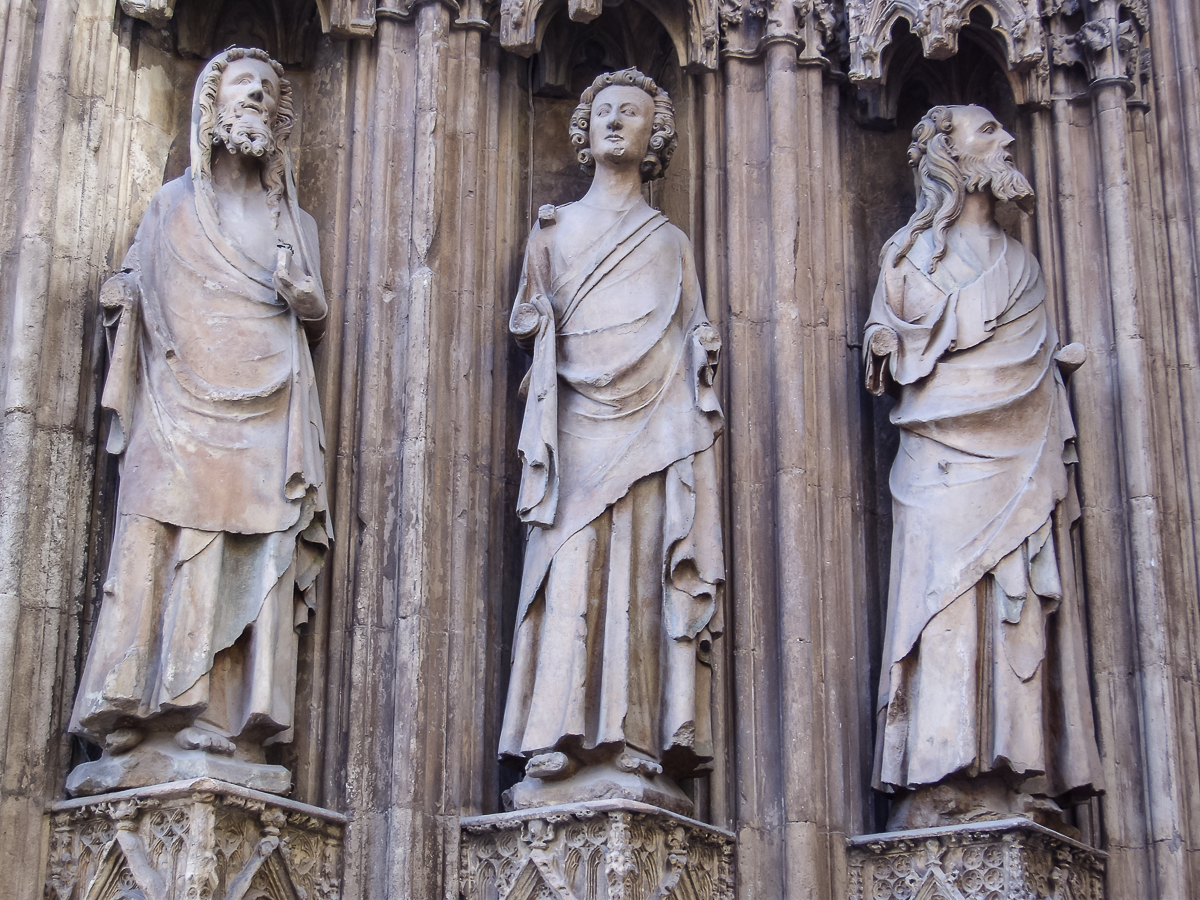
Скульптуры на фасаде

Валенсийский собор сочетает в себе несколько архитектурных стилей с преобладанием готики и вкраплением элементов романского стиля, барокко, Ренессанса и неоклассики. Внешнее убранство достаточно относительно простое, что обуславливалось необходимостью быстрой постройки здания для обозначения территории Валенсии как христианского региона.
Здание состоит из трёх нефов с трансептом, покрытым куполом, амбулаторием и многоугольной апсидой.
Старая капитула (ныне часовня Святой Чаши), где священнослужители встречались, чтобы обсудить внутренние дела, и башня-колокольня первоначально были отделены от остальной части церкви, но в 1459 году началось расширение нефов собора для добавления ещё одной секции. Собор был объединён как с домом капитула, так и с башней.
Эпоха Возрождения сильно повлияли на живописное убранство, например, главный алтарь, и скульптурное оформление, например, часовни Воскресения.
С последней трети XVIII века начался проект реконструкции здания, целью которого было придать ему однородный неоклассический вид, избегая готического стиля, который тогда считался творением варваров. Работы начались в 1774 году. Неоклассическая реконструкция коснулась как конструктивных, так и декоративных элементов: были ликвидированы внешние вершины храма, а готическое убранство (включая окна с витражами) замаскированы лепниной, позолотой и другими псевдоклассическими элементами.
В 1972 году была предпринята задача по обновлению церкви, что означало удаление почти всех классических элементов, чтобы восстановить первоначальный готический облик. Только большая часть боковых часовен и амбулаторий, а также некоторые специфические элементы, такие как скульптуры на подвесках купола, остались классическим украшением.
Среди уникальных элементов, касающихся внешнего вида храма, необходимо выделить:
- Восточная дверь выполнена в романском стиле (XIII век).
- Маленькая северная часовня Сант-Жорди, где была отслужена первая месса (XIII век).
- Северо-западная аркада выполнена в стиле итальянского Возрождения (XVI век).
- Западная дверь с влиянием французской готики (XIV век).
- Колокольня выполнена в стиле валенсийской готики (XIV век).
- Южная дверь выполнена в стиле барокко (XVIII век).

Относительно внутреннего убранства храма следует отметить:
- Купол, шедевр готического искусства (XIV век), исключительный как внутри, так и снаружи.
- Старый дом капитула или часовня Святой Чаши в стиле поздней готики (вторая половина XIV века).
- Амбулаторий в стиле валенсийской готики (XIII век), в основном покрыта неоклассическим декором (XVIII век).
- Главный алтарь или пресвитерий, украшенный картинами эпохи Возрождения (XV век) и более поздними пристройками в стиле барокко (XVII век).
- Главный и боковые нефы выполнены в стиле валенсийской готики (XIII—XIV вв.).

## Реликвии
В соборе выставляется чаша «Сен-Калис», выдаваемая за Святой Грааль. Она была подарена Ватикану королём Арагона Альфонсо V в 1436 году. Этой реликвией пользовались в мессах многие Папы Римские, включая Бенедикта XVI. Она представляет собой чашу с арабскими надписями.